# Wojciech Rogowski
Wojciech Rogowski (ur. 11 lutego 1965) – polski aktor.

## Życiorys
W 1989 roku ukończył studia na Wydziale Sztuki Lalkarskiej (wydział zamiejscowy w Białymstoku) PWST w Warszawie. W latach 1989–92 aktor Teatru Dramatycznego w Słupsku, w latach 1992-2008 aktor Bałtyckiego Teatru Dramatycznego w Koszalinie, a od września 2008 do sierpnia 2009 roku aktor Nowego Teatru w Słupsku. Od września 2009 roku ponownie aktor w Bałtyckim Teatrze Dramatycznym im. Juliusza Słowackiego w Koszalinie, w którym występuje do dziś.

## Spektakle teatralne
| Rok  | Tytuł sztuki                                        | Reżyseria                                         | Data premiery        |
| ---- | --------------------------------------------------- | ------------------------------------------------- | -------------------- |
| 2023 | Kolacja na cztery ręce                              | Jan Tomaszewicz                                   | 14 kwietnia 2023     |
| 2022 | Stosunki na szczycie                                | Wojciech Rogowski                                 | 31 grudnia 2022      |
| 2022 | Jędrek, czyli urządzimy Wam dożynki                 | Aneta Groszyńska                                  | 25 czerwca 2022      |
| 2022 | Martwa natura                                       | Zdzisław Derebecki                                | 26 marca 2022        |
| 2021 | Seksapil                                            | Paweł Szkotak                                     | 31 grudnia 2021      |
| 2021 | Akompaniator                                        | Żanetta Gruszczyńska-Ogonowska, Wojciech Rogowski | 25 czerwca 2021      |
| 2021 | Kochane pieniążki                                   | Zdzisław Derebecki                                | 6 marca 2021         |
| 2020 | Zakała                                              | Zdzisław Derebecki                                | 4 stycznia 2020      |
| 2019 | Przyszedł mężczyzna do kobiety                      | Żanetta Gruszczyńska-Ogonowska, Wojciech Rogowski | 5 października 2019  |
| 2019 | Like Fake. Historia, której nie było                | Arkadiusz Buszko                                  | 14 września 2019     |
| 2019 | Dziękuję za różę                                    | Alina Moś – Kerger                                | 15 czerwca 2019      |
| 2019 | Gąska                                               | Paweł Szkotak                                     | 23 marca 2019        |
| 2018 | Kraina śpiochów                                     | Wojciech Rogowski                                 | 1 grudnia 2018       |
| 2018 | Związek otwarty                                     | Żanetta Gruszczyńska-Ogonowska, Wojciech Rogowski | 30 czerwca 2018      |
| 2018 | Aktorzy koszalińscy, czyli komedia prowincjonalna   | Piotr Ratajczak                                   | 16 czerwca 2018      |
| 2018 | Piosenka jest dobra na wszystko                     | Piotr Krótki                                      | 7 kwietnia 2018      |
| 2018 | Mayday                                              | Zdzisław Derebecki                                | 6 stycznia 2018      |
| 2017 | Wirus Świrus… i cała reszta                         | Żanetta Gruszczyńska-Ogonowska                    | 9 grudnia 2017       |
| 2017 | Balladyna                                           | Krzysztof Galos                                   | 30 września 2017     |
| 2017 | Czekamy na sygnał                                   | Żanetta Gruszczyńska-Ogonowska, Wojciech Rogowski | 9 września 2017      |
| 2017 | Księżyc nad Buffalo                                 | Jan Tomaszewicz                                   | 1 kwietnia 2017      |
| 2017 | Świętoszek                                          | Paweł Szkotak                                     | 28 stycznia 2017     |
| 2016 | Strażniczka Magicznego Lasu                         | Marcin Borchardt                                  | 19 listopada 2016    |
| 2016 | Ryszard III                                         | Piotr Ratajczak                                   | 2 lipca 2016         |
| 2016 | Dachowanie                                          | Żanetta Gruszczyńska-Ogonowska                    | 21 czerwca 2016      |
| 2015 | Cykor-bojąca dusza                                  | Wojciech Rogowski                                 | 5 grudnia 2015       |
| 2014 | Allo Allo                                           | Jan Tomaszewicz                                   | 4 lipca 2014         |
| 2014 | Cudowna lampa Alladyna                              | Katarzyna Kawalec                                 | 6 grudnia 2014       |
| 2014 | Szalone nożyczki                                    | Andrzej Chichłowski                               | 27 września 2014     |
| 2014 | Plac Waszyngtona                                    | Maria Kwiecień                                    | 7 czerwca 2013       |
| 2014 | Zemsta                                              | Tomasz Grochoczyński                              | 29 marca 2014        |
| 2014 | Love Forever                                        | Michał Siegoczyński                               | 11 stycznia 2014     |
| 2013 | Noc poety, wiersze i piosenki Jonasza Kofty         | Zespół Bez Jacka                                  | 28 września 2013     |
| 2013 | Intryga                                             | Zdzisław Derebecki                                | 6 kwietnia 2013      |
| 2012 | Burzliwe życie Lejzorka                             | Artur Barciś                                      | 16 września 2012     |
| 2012 | Historia Polaka w obrazkach, czyli odlot w czasie 2 | Piotr Krótki                                      | 23 czerwca 2012      |
| 2012 | Wieczór kawalerski                                  | Zdzisław Derebecki                                | 31 marca 201         |
| 2011 | Carski syn                                          | Żanetta Gruszczyńska-Ogonowska                    | 29 grudnia 2011      |
| 2011 | Kartoteka                                           | Piotr Ratajczak                                   | 24 września 2011     |
| 2011 | Romeo i Julia                                       | Cezary Domagała                                   | 27 marca 2011        |
| 2011 | Pippi Pończoszanka                                  | Wojciech Rogowski                                 | 29 stycznia 2011     |
| 2011 | Prywatna klinika                                    | Jerzy Bończak                                     | 18 września 2011     |
| 2010 | Smoczek Hieronim                                    | Zdzisław Derebecki                                | 30 maja 2010         |
| 2010 | Bankrut                                             | Michaił Aleksandrowicz Lewszyn                    | 27 marca 2010        |
| 2010 | Colas Breugnon                                      | Tadeusz Wiśniewski                                | 13 lutego 2010       |
| 2009 | Szewcy                                              | Piotr Ratajczyk                                   | 17 października 2009 |
| 2009 | Jesteśmy na wczasach, czyli polska miłość           | Cezary Domagała                                   | 26 września 2009     |
| 2009 | Jak wam się podoba                                  | Jacek Papis                                       | 28 marca 2009        |
| 2009 | Exportowcy                                          | Agnieszka Błońska                                 | 10 stycznia 2009     |
| 2008 | Wodzirej. Koszalin Kulturkampf                      | Piotr Ratajczak                                   | 29 marca 2008        |
| 2007 | Taniec ze wspomnieniami                             | Jerzy Wojtkowiak                                  | 31 grudnia 2007      |
| 2007 | Kordian                                             | Jan Skotnicki                                     | 6 października 2007  |
| 2007 | Piękna i Bestia                                     | Czesław Sieńko                                    | 26 maja 2007         |
| 2007 | Cafe Sax. Piosenki Agnieszki Osieckiej              | Cezary Domagała                                   | 31 marca 2007        |
| 2007 | Stosunki na szczycie                                | Jan Tomaszewicz                                   | 6 stycznia 2007      |
| 2006 | Antygona                                            | Waldemar Matuszewski                              | 22 września 2006     |
| 2006 | O miłości i innych demonach                         | Giovanny Castellanos                              | 25 marca 2006        |
| 2006 | Happy End                                           | Jerzy Batycki                                     | 6 stycznia 2006      |
| 2005 | Sen Podszewki                                       | Robert Czechowski                                 | 14 października 2005 |
| 2005 | Sługa dwóch panów                                   | Waldemar Matuszewski                              | 23 kwietnia 2005     |
| 2005 | Pamiętniki                                          | Krzysztof Galos                                   | 5 lutego 2005        |
| 2005 | Kaczo, byczo, indyczo                               | Edward Żentara                                    | 14 stycznia 2005     |
| 2004 | Czego nie widać                                     | Jan Tomaszewicz                                   | 19 września 2004     |
| 2004 | Wesele                                              | Bogusław Semotiuk                                 | 27 marca 2004        |
| 2004 | Śluby panieńskie                                    | Jan Machulski                                     | 16 stycznia 2004     |
| 2003 | Czarodziejski Świat baletu                          | Walery Niekrasow                                  | 7 grudnia 2003       |
| 2003 | Ślub                                                | Waldemar Śmigasiewicz                             | 27 września 2003     |
| 2003 | Parady                                              | Emilia Sadowska                                   | 14 czerwca 2003      |
| 2003 | Faust                                               | Fred Apke                                         | 12 kwietnia 2003     |
| 2002 | Pinokio                                             | Jerzy Wojtkowiak                                  | 14 września 2002     |
| 2002 | Balladyna                                           | Jan Machulski                                     | 4 kwietnia 2002      |
| 2001 | Amadeusz                                            | Jan Machulski                                     | 28 września 2001     |
| 2001 | Wariacje enigmatyczne                               | Bogusław Semotiuk                                 | 25 marca 2001        |
| 2000 | Komedia sytuacyjna                                  | Sylwester Chęciński                               | 31 grudnia 2000      |
| 2000 | Raj                                                 | Krzysztof Galos                                   | 7 lipca 2000         |
| 2000 | Poskromienie złośnicy                               | Adam Orzechowski                                  | 26 marca 2000        |
| 2000 | Królowa Śniegu                                      | Jacek Medwecki                                    | 29 stycznia 2000     |
| 1999 | Świętoszek                                          | Stanisław Nosowicz                                | 30 października 1999 |
| 1999 | Sceny z życia smoków                                | Jerzy Wojtkowiak                                  | 18 września 1999     |
| 1999 | Maria Stuart                                        | Ryszard Major                                     | 27 marca 1999        |
| 1999 | Czekając na Godota, czyli życie jest snem           | Paweł Szumiec                                     | 13 lutego 1999       |
| 1998 | Betlejem polskie                                    | Krzysztof Ziembiński                              | 19 grudnia 1998      |
| 1998 | O dwóch takich, co ukradli                          | Bogusława Czosnowska                              | 24 października 1998 |
| 1998 | Romeo i Julia                                       | Stanisław Nosowicz                                | 12 września 1998     |
| 1998 | Ożenek                                              | Józef Skwark                                      | 14 marca 1998        |
| 1998 | Hanemann                                            | Sebastian Majewski                                | 17 stycznia 1998     |
| 1997 | Ania z Zielonego Wzgórza                            | Stanisław Nosowicz                                | 14 września 1997     |
| 1997 | Bóg                                                 | Zbigniew Najmoła                                  | 8 maja 1997          |
| 1997 | W małym dworku                                      | Józef Skwark                                      | 2 marca 1997         |
| 1996 | Z rączki do rączki                                  | Józef Skwark                                      | 31 grudnia 1996      |
| 1996 | Gramy Szekspira                                     | Józef Skwark                                      | 23 czerwca 1996      |
| 1996 | Kuszenie św. Antoniego                              | Krzysztof Prus                                    | 30 marca 1996        |
| 1996 | Karmaniola                                          | Józef Skwark                                      | 27 stycznia 1996     |
| 1995 | Antygona                                            | Adam Orzechowski                                  | 23 września 1995     |
| 1995 | Kubuś Puchatek                                      | Jerzy Wojtkowiak                                  | 1 czerwca 1995       |
| 1995 | Kowal Malambo                                       | Marek Paieczny                                    | 26 marca 1995        |
| 1995 | Pan Tadeusz                                         | Józef Skwark                                      | 7 stycznia 1995      |
| 1994 | Bajki samograjki                                    | Krzysztof Ziembiński                              | 1 czerwca 1994       |
| 1994 | Romanca                                             | Bogusław Semotiuk                                 | 26 marca 1994        |
| 1993 | Sługa dwóch panów                                   | Józef Skwark                                      | 26 listopada 1993    |
| 1993 | Moralność pani Dulskiej                             | Krzysztof Ziembiński                              | 24 września 1993     |
| 1993 | Pan Jowialski                                       | Jerzy Łapiński                                    | 7 lutego 1993        |
| 1992 | Balladyna                                           | Ryszard Major                                     | 21 listopada 1992    |

| Rok  | Tytuł sztuki     | Reżyseria        | Data premiery    |
| ---- | ---------------- | ---------------- | ---------------- |
| 2009 | Awantura o Basię | Daniel Kustosik  | 16 maja 2009     |
| 2009 | Akompaniator     | Rafał Matusz     | 7 lutego 2009    |
| 2008 | O co biega?      | Marcin Sławiński | 19 września 2008 |

## Filmografia
- 2004–2009: Pierwsza miłość
- 2002: Jest sprawa...
- 2000: Skarb sekretarza

## Reżyseria
| # | Tytuł sztuki                   | Data premiery       | Współreżyser                   | Teatr                                   |
| - | ------------------------------ | ------------------- | ------------------------------ | --------------------------------------- |
| 1 | Stosunki na szczycie           | 31 grudnia 2022     |                                | Bałtycki Teatr Dramatyczny w Koszalinie |
| 2 | Akompaniator                   | 25 czerwca 2021     | Żanetta Gruszczyńska-Ogonowska | Bałtycki Teatr Dramatyczny w Koszalinie |
| 3 | Przyszedł mężczyzna do kobiety | 5 października 2019 | Żanetta Gruszczyńska-Ogonowska | Bałtycki Teatr Dramatyczny w Koszalinie |
| 4 | Kraina śpiochów                | 1 grudnia 2018      |                                | Bałtycki Teatr Dramatyczny w Koszalinie |
| 5 | Związek otwarty                | 30 czerwca 2018     | Żanetta Gruszczyńska-Ogonowska | Bałtycki Teatr Dramatyczny w Koszalinie |
| 6 | Czekamy na sygnał              | 9 września 2017     | Żanetta Gruszczyńska-Ogonowska | Bałtycki Teatr Dramatyczny w Koszalinie |
| 7 | Cykor-bojąca dusza             | 5 grudnia 2015      |                                | Bałtycki Teatr Dramatyczny w Koszalinie |
| 8 | Pippi Pończoszanka             | 29 stycznia 2011    |                                | Bałtycki Teatr Dramatyczny w Koszalinie |